# Villers-la-Chèvre
Pour les articles homonymes, voir Villers et Chèvre (homonymie).
Villers-la-Chèvre est une commune française située dans le département de Meurthe-et-Moselle, en région Grand Est.

## Géographie

### Hydrographie
La commune est dans le bassin versant de la Meuse au sein du bassin Rhin-Meuse. Elle n'est drainée par aucun cours d'eau,.

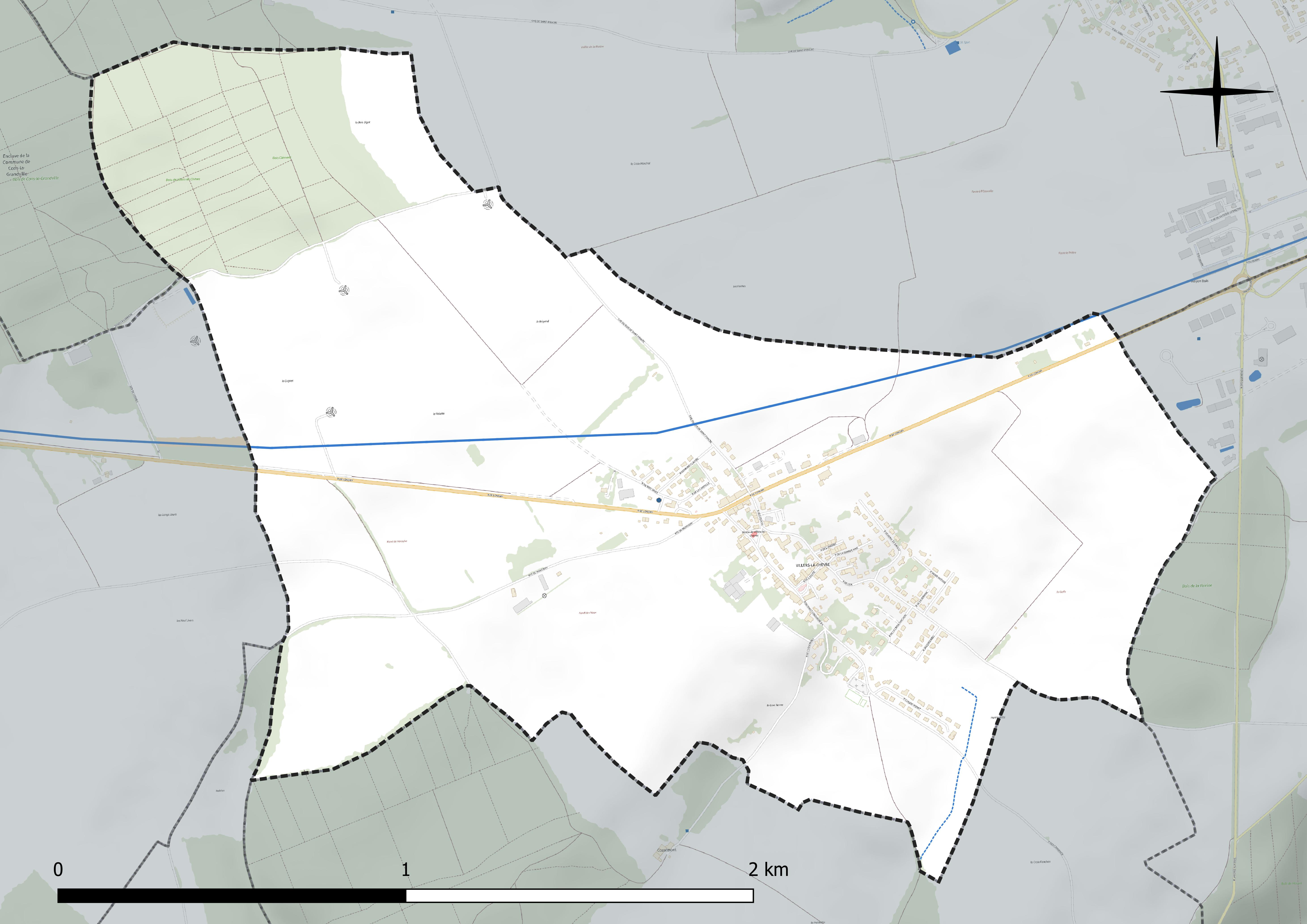
Réseau hydrographique de Villers-la-Chèvre.

### Climat
Pour des articles plus généraux, voir Climat du Grand Est et Climat de Meurthe-et-Moselle.
En 2010, le climat de la commune est de type climat de montagne, selon une étude du Centre national de la recherche scientifique s'appuyant sur une série de données couvrant la période 1971-2000. En 2020, Météo-France publie une typologie des climats de la France métropolitaine dans laquelle la commune est exposée à un climat semi-continental et est dans la région climatique  Lorraine, plateau de Langres, Morvan, caractérisée par un hiver rude (1,5 °C), des vents modérés et des brouillards fréquents en automne et hiver. 
Pour la période 1971-2000, la température annuelle moyenne est de 9,1 °C, avec une amplitude thermique annuelle de 16 °C. Le cumul annuel moyen de précipitations est de 897 mm, avec 13,4 jours de précipitations en janvier et 9,6 jours en juillet. Pour la période 1991-2020, la température moyenne annuelle observée sur la station météorologique de Météo-France la plus proche, « Villette », sur la commune de Villette à 11 km à vol d'oiseau, est de 10,1 °C et le cumul annuel moyen de précipitations est de 909,4 mm. 
La température maximale relevée sur cette station est de 39 °C, atteinte le 25 juillet 2019 ; la température minimale est de −14,8 °C, atteinte le 20 décembre 2009,,. 
Les paramètres climatiques de la commune ont été estimés pour le milieu du siècle (2041-2070) selon différents scénarios d'émission de gaz à effet de serre à partir des nouvelles projections climatiques de référence DRIAS-2020. Ils sont consultables sur un site dédié publié par Météo-France en novembre 2022.

## Urbanisme

### Typologie
Au 1er janvier 2024, Villers-la-Chèvre est catégorisée ceinture urbaine, selon la nouvelle grille communale de densité à sept niveaux définie par l'Insee en 2022.
Elle est située hors unité urbaine. Par ailleurs la commune fait partie de l'aire d'attraction de Longwy, dont elle est une commune de la couronne,. Cette aire, qui regroupe 23 communes, est catégorisée dans les aires de moins de 50 000 habitants,.

### Occupation des sols
L'occupation des sols de la commune, telle qu'elle ressort de la base de données européenne d’occupation biophysique des sols Corine Land Cover (CLC), est marquée par l'importance des territoires agricoles (79,1 % en 2018), en diminution par rapport à 1990 (81,1 %). La répartition détaillée en 2018 est la suivante : terres arables (79,1 %), forêts (11,2 %), zones urbanisées (9,7 %). L'évolution de l’occupation des sols de la commune et de ses infrastructures peut être observée sur les différentes représentations cartographiques du territoire : la carte de Cassini (XVIIIe siècle), la carte d'état-major (1820-1866) et les cartes ou photos aériennes de l'IGN pour la période actuelle (1950 à aujourd'hui).

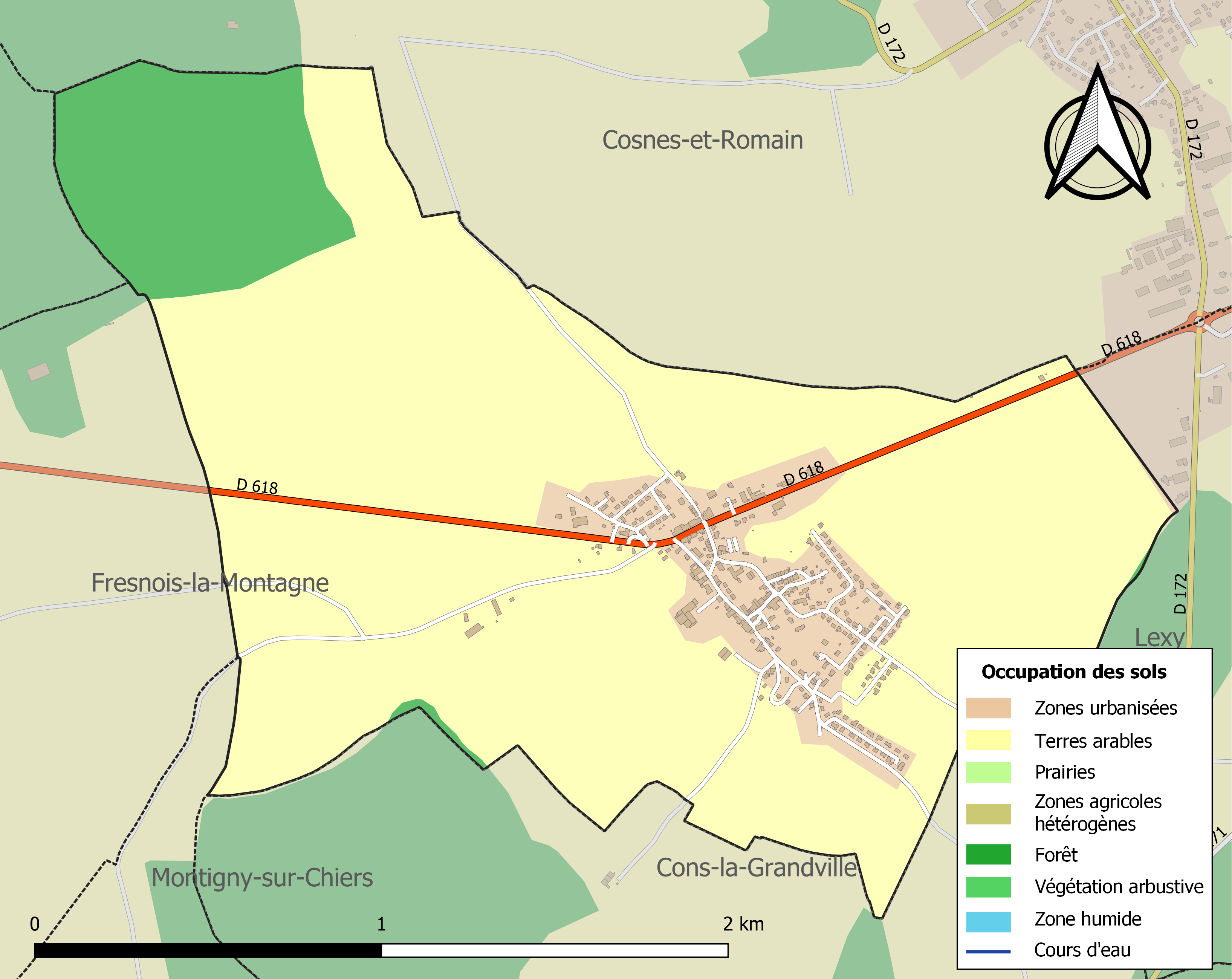
Carte des infrastructures et de l'occupation des sols de la commune en 2018 (CLC).

## Toponymie
Le nom de la localité est attesté sous les formes Viller-la-Chièvre en 1304, Villers-la-Chièvre en 1612, Villers-la-Chepvre en 1613, Ville-la-Chièvre en 1625, Villare ad capram (sans date, mention de Dom Calmet).

En luxembourgeois : Gäässwëller et Gäässwäller.

Du bas latin villare « domaine rural », d'abord au singulier.
L'appellation « la chièvre, la chèvre », qui apparaît pour la première fois en 1304, dans le chartrier du château de Cons la Grandville, est sans doute une déformation patoise médiévale d'un terme évoquant la Chiers coulant au Sud.

## Histoire
Village de l'ancienne province du Barrois qui était siège d'un fief et d'une haute, moyenne et basse justice dépendant de Cons-la-Grandville en 1682. Villers-la-Chèvre était également le siège d'une cure du diocèse de Trèves dans le doyenné de Bazailles.
La commune de Villers-la-Chèvre est réunie à celle de Cons-la-Grandville le 28 décembre 1811, elle est finalement rétablie par ordonnance royale du 9 août 1833.
En novembre 1944, un B24 américain est abattu au-dessus de cette commune[réf. nécessaire].

## Politique et administration
| Période                                  | Période   | Identité                                           | Étiquette | Qualité      |
| ---------------------------------------- | --------- | -------------------------------------------------- | --------- | ------------ |
| Les données manquantes sont à compléter. |           |                                                    |           |              |
| mars 2001                                | mars 2008 | Jean-Luc Pierson                                   |           |              |
| mars 2008                                | mars 2014 | Bernard Lahure                                     |           |              |
| mars 2014                                | En cours  | Alain Dye-Pellisson Réélu pour le mandat 2020-2026 |           | Ancien cadre |

## Population et société

### Démographie
L'évolution du nombre d'habitants est connue à travers les recensements de la population effectués dans la commune depuis 1793. Pour les communes de moins de 10 000 habitants, une enquête de recensement portant sur toute la population est réalisée tous les cinq ans, les populations de référence des années intermédiaires étant quant à elles estimées par interpolation ou extrapolation. Pour la commune, le premier recensement exhaustif entrant dans le cadre du nouveau dispositif a été réalisé en 2004.

En 2022, la commune comptait 568 habitants, en évolution de −1,56 % par rapport à 2016 (Meurthe-et-Moselle : −0,13 %, France hors Mayotte : +2,11 %).
| 1793 | 1800 | 1806 | 1836 | 1841 | 1861 | 1866 | 1872 | 1876 |
| ---- | ---- | ---- | ---- | ---- | ---- | ---- | ---- | ---- |
| 216  | 204  | 204  | 261  | 233  | 235  | 265  | 230  | 229  |

| 1881 | 1886 | 1891 | 1896 | 1901 | 1906 | 1911 | 1921 | 1926 |
| ---- | ---- | ---- | ---- | ---- | ---- | ---- | ---- | ---- |
| 225  | 227  | 209  | 217  | 206  | 218  | 236  | 188  | 231  |

| 1931 | 1936 | 1946 | 1954 | 1962 | 1968 | 1975 | 1982 | 1990 |
| ---- | ---- | ---- | ---- | ---- | ---- | ---- | ---- | ---- |
| 245  | 227  | 222  | 199  | 170  | 179  | 188  | 284  | 389  |

| 1999 | 2004 | 2006 | 2009 | 2014 | 2019 | 2022 | - | - |
| ---- | ---- | ---- | ---- | ---- | ---- | ---- | - | - |
| 488  | 520  | 533  | 539  | 568  | 551  | 568  | - | - |

## Culture locale et patrimoine

### Lieux et monuments

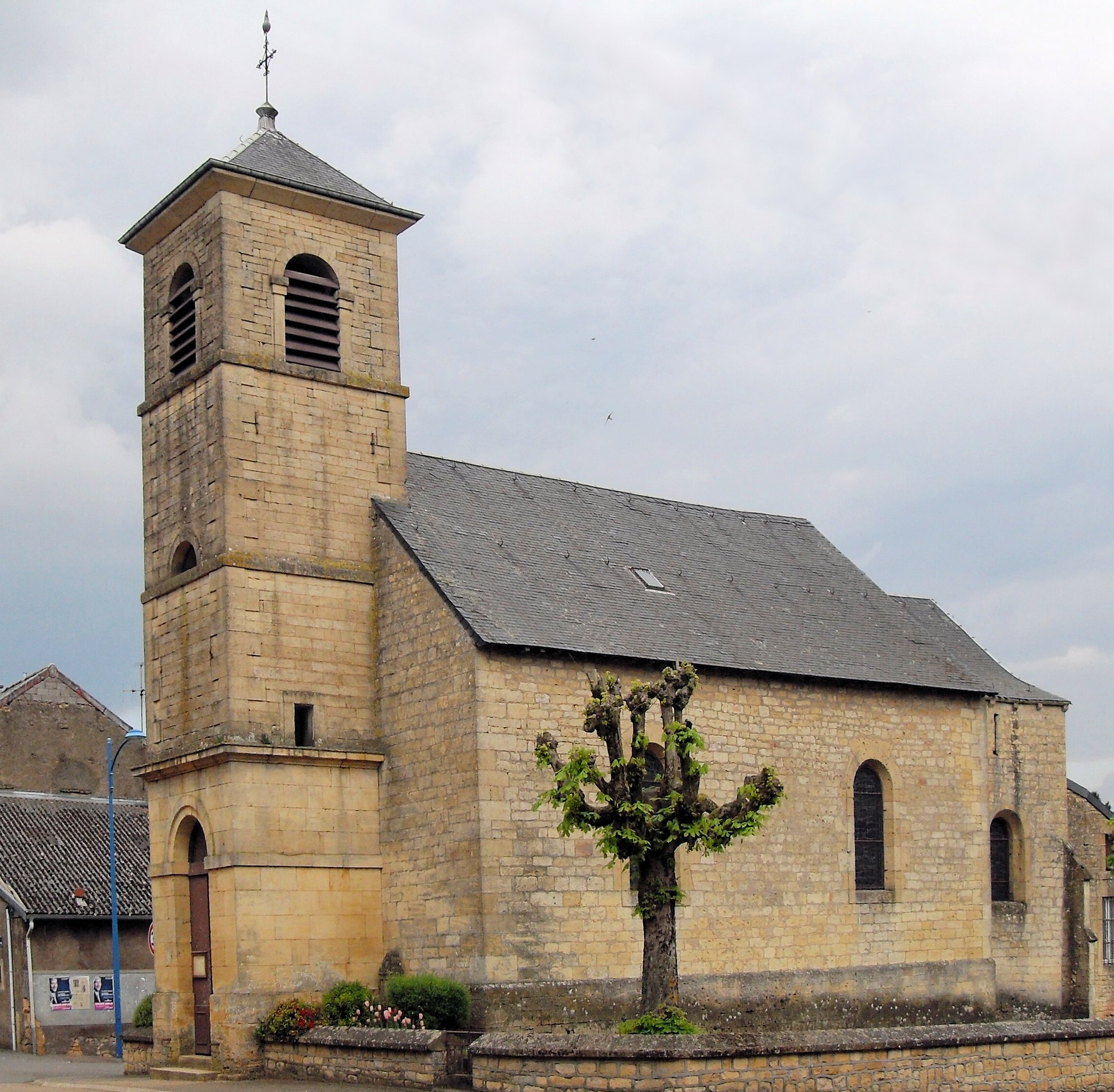
Église Saint-Étienne, Saint-Michel.

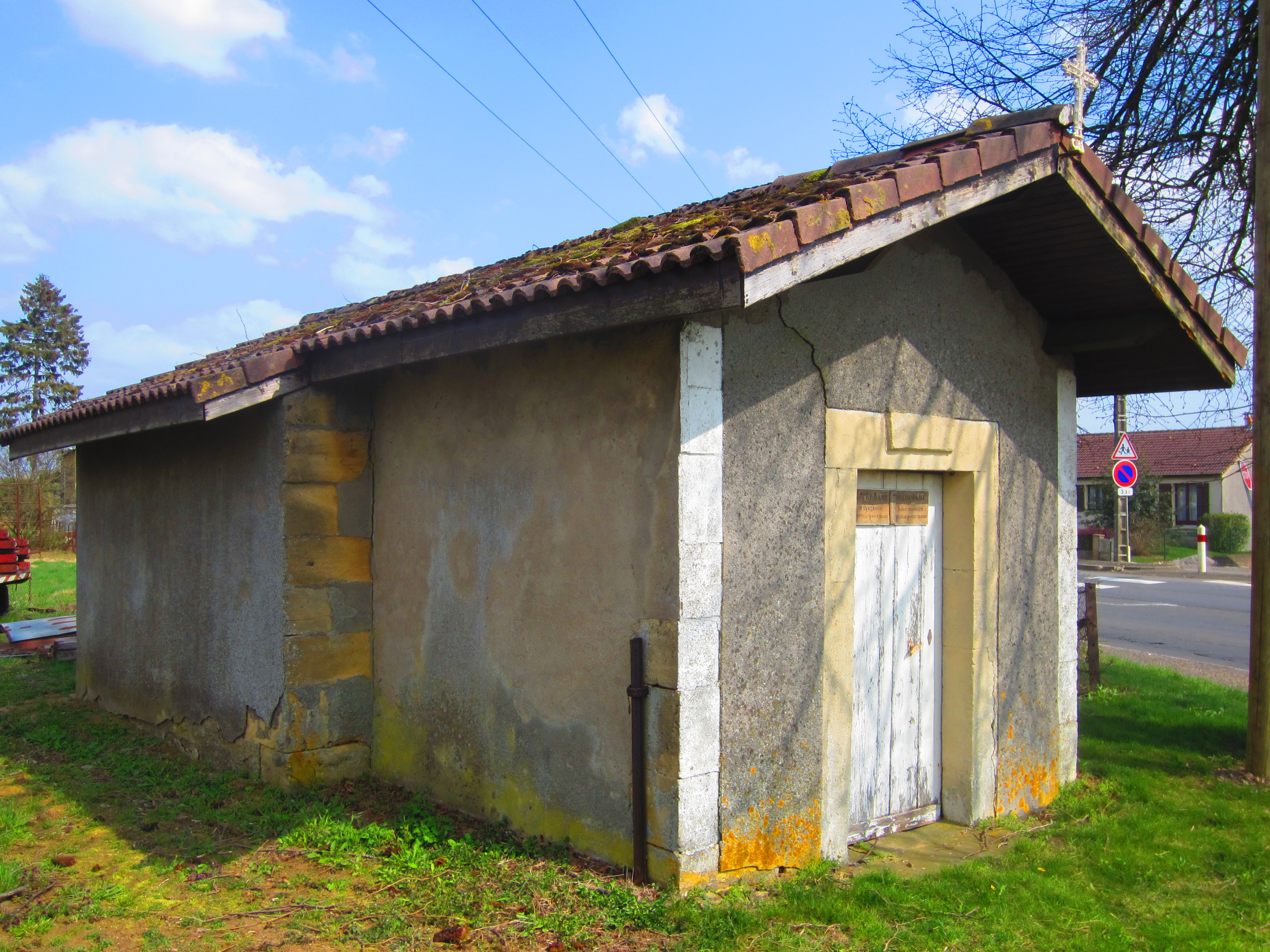
Chapelle Notre-Dame-de-Bon-Secours.

- Église paroissiale Saint-Étienne-Saint-Michel. Église Saint-Étienne puis Saint-Michel du XIIIe siècle dont il subsiste le chœur repercé au nord et au sud au XVIIIe siècle. Nef reconstruite en 1741 (date portée par la porte). Tour clocher construite de 1832 à 1836. Sacristie ajoutée au XIXe siècle. Armoire eucharistique et oculus XVe ou XVIe siècle. Éléments défensifs.
- Chapelle Notre-Dame-de-Bon-Secours, Notre-Dame-des-Voyageurs, construite au XIXe siècle, connue aussi sous le vocable de Notre-Dame-des-Voyageurs.

### Héraldique
| Blason de Villers-la-Chèvre | Blason  | Parti au 1er coupé de gueules au franc-quartier d'argent chargé d'une tête de bouc de sable et palé d'argent et de gueules de six pièces, au 2e d'argent à trois roses de gueules tigées et feuillées de sinople. |
| Blason de Villers-la-Chèvre | Détails | Il s’agit des armes de la famille de Circourt seigneur de Villers la Chèvre depuis le XVIe siècle. Cependant la partie senestre des armes de cette famille a été modifiée. La branche de sinople chargée de trois roses de gueules, une merlette de sable perchée sur le haut de la branche a été remplacée par trois roses tigées et feuillées, ce qui rend le dessin plus simple et plus héraldique que l'on observe sur le blason de Xivry-Circourt. Le statut officiel du blason reste à déterminer. |